# L'angelo bianco (film 1936)
L'angelo bianco  (The White Angel) è un film del 1936, diretto da William Dieterle.
Il film venne presentato in concorso alla 4ª Mostra del Cinema di Venezia.

## Produzione
Il film fu prodotto dalla Warner Bros. Pictures (con il nome Warner Bros.-First National Pictures Inc.). Venne girato nei Warner Brothers Burbank Studios, al 4000 Warner Boulevard di Burbank.

## Distribuzione
Distribuito dalla Warner Bros. Pictures, il film fu presentato in anteprima a New York il 25 giugno. Nelle sale cinematografiche statunitensi, uscì il 4 luglio 1936 con il titolo originale The White Angel.

## Altre versioni
Il personaggio di Florence Nightingale è stato portato diverse volte sullo schermo:
- Croce di Vittoria (The Victoria Cross), regia di Hal Reid - cortometraggio (1912)
- Florence Nightingale, regia di Maurice Elvey (1915)
- L'angelo bianco (The White Angel), regia di William Dieterle (1936)
- The Lady with a Lamp, regia di Herbert Wilcox (1951)
- Florence Nightingale, regia di Daryl Duke - film TV (1985)